# Frankie Paul
Frankie Paul (eigentlich Paul Blake; * 19. Oktober 1965 in Kingston, Jamaika; † 18. Mai 2017 ebenda) war ein jamaikanischer Dancehall-Musiker.

## Leben
Paul Blake war bei Geburt blind, durch eine Operation im Alter von acht Jahren wurde sein Augenlicht auf einem Auge teilweise hergestellt. Bereits im Alter von drei Jahren begann er zu singen. Seine Familie und Freunde ermutigten ihn dabei, da er eine gute Stimme hatte. Im Jahr 1976 befand sich Frankie Paul auf der Salvation Army School for the blind, als eines Morgens die Lehrer erklärten, heute komme ein besonderer Gast zu Besuch. Bei diesem Gast handelte es sich um Stevie Wonder, eines der Idole von Frankie Paul. Der Besuch von Stevie Wonder war nach Aussage von Frankie Paul „einer der inspirierenden Momente meines Lebens“.
Der nächste große Moment im Leben des Künstlers kam ein Jahr nach Verlassen der Schule. Er sang auf der Straße und finanzierte sich so seinen Lebensunterhalt, als ihn ein Mann namens Stucko einlud, sich am nächsten Tag mit ihm zu treffen. Er nahm ihn mit zu High Times Music und so wurden 1980 Frankie Pauls erste Studioaufnahmen African Princess, Babylon Man und Give The Youth A Chance aufgenommen. Zu diesem Zeitpunkt war Frankie Paul gerade 15 Jahre alt. Im Jahr 1983 erschien er auf zwei Alben der Channel One Showdown Serie, unter anderem mit Sugar Minott und Little John. Darunter war der von Junjo Lawes produzierte Titel Worries in the Dance, mit dem Frankie Paul sich in Richtung Dancehall orientierte und mit dem er seinen ersten größeren Hit landete. Lawes produzierte 1984 auch Pass the Tu-Sheng-Peng, mit dem Frankie Paul endgültig zu einem Star in Jamaika wurde. In der Folge brachte Frankie Paul neben zahlreichen Hit-Singles einige herausragende Alben heraus, wie die von George Phang produzierten Tidal Wave (1985) und Alesha (1987) und das mit Produzent Philip „Fatis“ Burrell herausgebrachte Album Warning (1987). Seit diesen ersten musikalischen Höhepunkten Mitte der 1980er Jahre arbeitete Frankie Paul kontinuierlich an neuen Alben.
Er war einer der meistgeliebten und populärsten Dancehall-Reggae-Musiker. Frankie Pauls Sound ist eingängig, der schmeichelnde Gesang seiner unverkennbaren Stimme besitzt hohen Wiedererkennungswert. Er beherrschte auch Schlagzeug, Drums, Klavier und diverse Saiteninstrumente. Er hatte im Laufe seiner Karriere schon für zahlreiche Produzenten und Studios in Jamaika gearbeitet und war dafür bekannt, einige Alben pro Jahr aufzunehmen. Ein Großteil seiner neueren Alben enthielt Covers von Reggae-Klassikern und amerikanischem R&B-Material. Insgesamt veröffentlichte er mehr als 48 Alben. Zu seinen bemerkenswerten Arbeiten gehören die populären Songs Sara und Worries in the Dance.
Frankie Paul war Vater von zwölf Kindern, von denen sieben adoptiert waren. Er bekannte sich dazu, in den 1980er Jahren Drogen genommen zu haben, erklärte aber, seit 1988 clean zu sein. Frankie Paul lebte abwechselnd in London, New York City und Serekunda-Dippa Kunda.
Nachdem er schwer nierenkrank wurde und eine Dialyse benötigte, bat er 2017 seine Fans um Spenden für seine hohen Arztrechnungen. Er starb jedoch bereits kurz darauf am 18. Mai 2017.

## Diskografie (Auswahl)
- Pass the Ku-Sheng Peng (1985) Nyam Up
- Tidal Wave (1985) Greensleeves
- Over the Wall (1985) Crystal
- Shut Up Bway (1986) Ujama
- Warning (1987) RAS
- Alesha (1987)
- Sara (1987) Live and Love
- Fire Deh a Mus Tail (1988) Blacka Dread
- Dance Hall Duo (1988) RAS
- Slow Down (1988) VP
- Frankie Paul at Studio One (1988) Studio One
- Veteran (1989) VP
- Can’t Get You Out of My Mind (1990) Rohit
- Detrimental (1990) Rohit
- Get Closer (1990) Profile
- Start of Romance (1991) Sonic Sounds
- Let’s Chill (1991) VP
- Jamming (1991) VP
- Should I (1991) Heartbeat
- Money Talk (1991) Jammy’s
- Sleepless Night (1992) Sonic Sounds
- Hot Number (1992) VP
- Tomorrow (1992) Sonic Sounds
- Cassanova (1992) Dynamic Sounds
- Live & Love (1992) VP
- Sizzling (1992) VP
- Don Man (1993) Philo
- Talk All You Want (1994) VP
- Hard Work(1994) RAS
- Time Less (1995) Tan-yah
- If You Want Me Girl (1995) Trojan
- Come Back Again (1996) VP
- Freedom (1996) RAS
- A We Rule (1997) RAS
- RAS Portraits (1997) RAS
- Live at Maritime Hall (1999) Artists Only
- Give Me That Feeling Freedom Blues (1999) Foxtail
- Forever (1999) World
- Rock On (1999) Charm
- Every Nigger Is a Star! (2000) Greensleeves
- Remember the Time (2001) Artists Only
- I Be Hold (2001) T.P.
- Don’t Wanna Get Funky (2001) Prestige Elite
- Blessed Me (2002) Scorpio
- Hardcore Loving (2003) Charm
- Asking for Love (2004) Jet Star
- Who Issued the Guns (2006) Music Avenue
- Are You Ready (2007) Cousins
- Best of Friends (2007) Charm
- Tink Say Dem Know Me (2008) Jet Star
- Most Wanted (2011) Greensleeves